# Gabunische Fußballnationalmannschaft der Frauen
Die gabunische Frauenfußballnationalmannschaft ist eine Auswahlmannschaft der Fédération Gabonaise de Football, die das Land Gabun auf internationaler Ebene bei Frauen-Länderspielen vertritt. Die Mannschaft nahm bislang nur an der Zentralafrikameisterschaft und an der Qualifikation zum Afrika-Cup teil, jedoch nicht am Afrika-Cup selbst oder an Weltmeisterschaften. Derzeitiger Trainer ist Tristan Mombo.

## Geschichte
Ihr erstes Spiel absolvierte die Mannschaft bei der Qualifikation zur Afrikameisterschaft 2002. Das Hinspiel gegen São Tomé und Príncipe wurde mit 2:0 gewonnen. Durch einen weiteren Sieg im Rückspiel erreichte Gabun die zweite Qualifikationsrunde, schied dort allerdings nach einem Unentschieden und einer Niederlage gegen Kamerun aus. Bei der Afrikameisterschaft 2004 war Gabun für die zweite Qualifikationsrunde gesetzt, zog allerdings seine Teilnahme zurück. Das Team nahm erst wieder an der Qualifikation zur Afrikameisterschaft 2010 teil, schied allerdings nach zwei Niederlagen gegen die Elfenbeinküste bereits in der Vorrunde der Qualifikation aus.
Bei der Zentralafrikameisterschaft 2020 schied Gabun nach drei Unentschieden gegen die Zentralafrikanische Republik, Tschad und die Demokratische Republik Kongo sowie einer Niederlage gegen Äquatorialguinea in der Gruppenphase aus. Nach mehrjähriger Pause nahm Gabun wieder an der Qualifikation zum Afrika-Cup 2022 teil. Nach einem Sieg und einer Niederlage gegen die Republik Kongo zog Gabun aufgrund der Auswärtstorregel in die nächste Runde ein. Nach zwei Niederlagen gegen Togo verpasste die Mannschaft jedoch die Qualifikation. Bei der Qualifikation zum Afrika-Cup 2025 schied das Team nach zwei Niederlagen gegen Botswana bereits in der ersten Runde aus.

## Turniere

### Weltmeisterschaft
- 1991 bis 2007 – nicht teilgenommen
- 2011 – nicht qualifiziert
- 2015 – nicht teilgenommen
- 2019 – nicht teilgenommen
- 2023 – nicht qualifiziert
- 2027 – nicht qualifiziert

### Afrika-Cup
- 1991 bis 2000 – nicht teilgenommen
- 2002 – nicht qualifiziert
- 2004 – Teilnahme zurückgezogen
- 2006 bis 2008 – nicht teilgenommen
- 2010 – nicht qualifiziert
- 2012 bis 2020 – nicht teilgenommen
- 2022 – nicht qualifiziert
- 2025 – nicht qualifiziert
- 2026 – nicht qualifiziert

### Zentralafrikameisterschaft
- 2020 – Gruppenphase